# Drosophila avicennai
Drosophila avicennai är en tvåvingeart som beskrevs av Maca 1988. Drosophila avicennai ingår i släktet Drosophila och familjen daggflugor.
Artens utbredningsområde är Kazakstan.